# Буксгевден, Карл Карлович
Барон Карлос Матиас Людвиг Константин Отто фон Буксгевден (нем. Karlos Matthias Ludwig Konstantin Otto Freiherr von Buxhoeveden; 1856, Дерпт, Российская империя — 1935, Брюссель, Бельгия) — российский дипломат из рода Буксгевденов.

## Биография
Родился 2 (14) марта 1856 года в Дерпте.
Учился в Рижской и Санкт-Петербургской гимназиях. В 1874 году начал учиться на юридическом факультете Дерптского университета, перешёл в Санкт-Петербургский университет, окончив его в 1878 году кандидатом права. Начал службу 2 июня 1878 года в канцелярии I департамента Сената.
В 1894 году был назначен состоящим в должности шталмейстера Двора великой княгини Александры Иосифовны.
С 1897 года руководил Департаментом личного состава и хозяйственных дел Министерства иностранных дел (в 1892—1897 годах был вице-директором департамента). По свидетельству современника, красивый барон Карл Буксгевден был в обращении предупредительный и приятный человек. Немного педант и требовательный в делах службы, но всегда неизменно корректный. За его требовательность в департаменте его не любили и, объективно говоря, этого он не заслуживал.
В 1896 году был произведён в действительные статские советники.
В 1902 году был утверждён в должности шталмейстера Двора великой княгини Александры Иосифовны.
В 1910 году был пожалован чином шталмейстера и назначен послом России в Датском королевстве.
После 1917 года жил в Брюсселе, где и скончался, по разным сведениям 8 апреля или 4 августа 1935 года.

## Награды
Был награждён российскими и иностранными орденами:
российские
- орден Св. Анны 2-й ст. (1893)
- орден Св. Станислава 1-й ст. (1899)

иностранные
- черногорский орден Даниила I 3-й ст. (1885)
- бухарский орден Золотой Звезды 1-й ст. (1885)
- Шаумбург-Липский орден (1895)
- Орден Саксен-Эрнестинского дома, командорский крест 1-й ст. (1895)
- ольденбургский орден Петра-Фридриха-Людвига (1896)
- персидский орден Льва и Солнца 1-й ст. (1896)
- французский орден почётного легиона (1897)
- Орден Саксен-Эрнестинского дома, большой крест (1897)
- прусский орден Красного орла 2-й ст. со звездой (1898))
- бухарский орден Золотой Звезды 1-й ст. с бриллиантами (1898)
- румынский орден Короны (1899)
- болгарский орден «За гражданские заслуги» 1-й ст. (1899)

## Семья
Женился 24 апреля 1881 года в Казани на уроженке этого города, дочери действительного статского советника П. Г. Осокина (1821—1890) Людмиле Петровне (30.05.1858—25.05.1917). Их дети:
- Софья (06.09.1883—1956)
- Пётр (03.07.1886—31.01.1909)
- Варвара (30.04.1889—?)
- Мария (1892—?)